# Conto scalare
Il Conto scalare è il documento trimestrale/semestrale con il quale la banca, tramite una forma di calcolo detta scalare, informa i titolari di conto corrente di eventuali interessi debitori e/o creditori.
È composto di una parte riepilogativa per saldi (detta riassunto scalare), calcolo degli interessi, calcolo delle spese, totale competenze a credito o debito.

## Riassunto scalare
Normalmente suddiviso in cinque colonne, si propone il calcolo dei progressivi giornalieri per valuta.
Vengono riportati i saldi del conto in base alla valuta, il numero dei giorni in cui questi saldi progressivi sono rimasti invariati e il conteggio dei cosiddetti numeri debitori e/o creditori.
- Saldi per valuta: Essendo un conteggio trimestrale, verrà riportato, come partenza per il calcolo, il saldo del conto corrente all'ultimo giorno del trimestre precedente, quindi 31/12 o 31/03 o 30/06 o 30/09. I pagamenti e gli incassi di un conto corrente movimentano il saldo giornaliero, che verrà raggruppato per valuta.
- Giorni: Viene indicato il numero dei giorni per il quale un dato saldo rimane inalterato sul conto.
- Numeri debitori/creditori: È il conteggio che precede il calcolo degli interessi. I saldi raggruppati per valuta vengono moltiplicati per i giorni e divisi per 10.000. A seconda che il saldo sia passivo o attivo, si avranno numeri debitori o creditori.

## Elementi per il conteggio delle competenze
Il totale dei numeri creditori verrà moltiplicato per il tasso di interesse attivo, precedentemente concordato con la banca, e diviso per 36500.
Sugli interessi creditori viene applicata una ritenuta fiscale del 26%, aliquota entrata in vigore a partire dal 1º luglio 2014 per effetto del Decreto-legge 66/2014 del 24 aprile 2014, precedentemente era fissata al 20% a partire dal 1º gennaio 2012 per effetto del Decreto-legge 138/2011 del 13 agosto 2011. che a sua volta sostituì quella del 27%
Il totale dei numeri debitori verrà moltiplicato per il tasso di interesse passivo concordato precedentemente con la banca, e diviso per 36500. Il risultato ottenuto saranno gli interessi passivi di competenza del trimestre.
Nel caso di operazioni passive, per le quali la banca concede un tetto massimo chiamato fido, sono calcolati, sempre in base ad accordi presi, eventuali commissioni dette di massimo scoperto.
Queste commissioni sono variabili da banca a banca e vengono calcolate sul maggior saldo per valuta risultante dal riassunto scalare; nel caso di sconfinamento temporaneo oltre il fido, sarà applicata un'aliquota maggiore per la parte di supero.
Sono previste clausole bancarie diverse, ma generalmente ogni trimestre vengono addebitate le spese di operazione: x costo per ogni movimento di conto, per spesa fissa per trimestre con un certo numero di operazioni o illimitate.

## Riepilogo competenze
Vengono riassunte le voci del conto scalare:
- interessi a credito
- interessi a debito
- commissioni
- spese

Lo sbilancio avuto dalle competenze, genera addebito o accredito sul conto.